# Modo Antiquo
Modo Antiquo est un ensemble de musique ancienne italien, qui se consacre à l'interprétation de la musique baroque et de la musique médiévale.

## Histoire
L'orchestre Modo Antiquo est fondé en 1984 par Federico Maria Sardelli, en tant qu'ensemble de musique voué à l'étude et à l'interprétation de la musique médiévale. En 1987, Modo Antiquo aborde également la musique baroque, en réalisant l'exécution du Ballet des Saisons de Jean-Baptiste Lully devant un public de près de cinq mille personnes. Depuis, la formation baroque a rejoint la formation médiévale, enregistrant, se produisant au concert et dans des festivals tout au long de l'année et dans toute l'Europe.

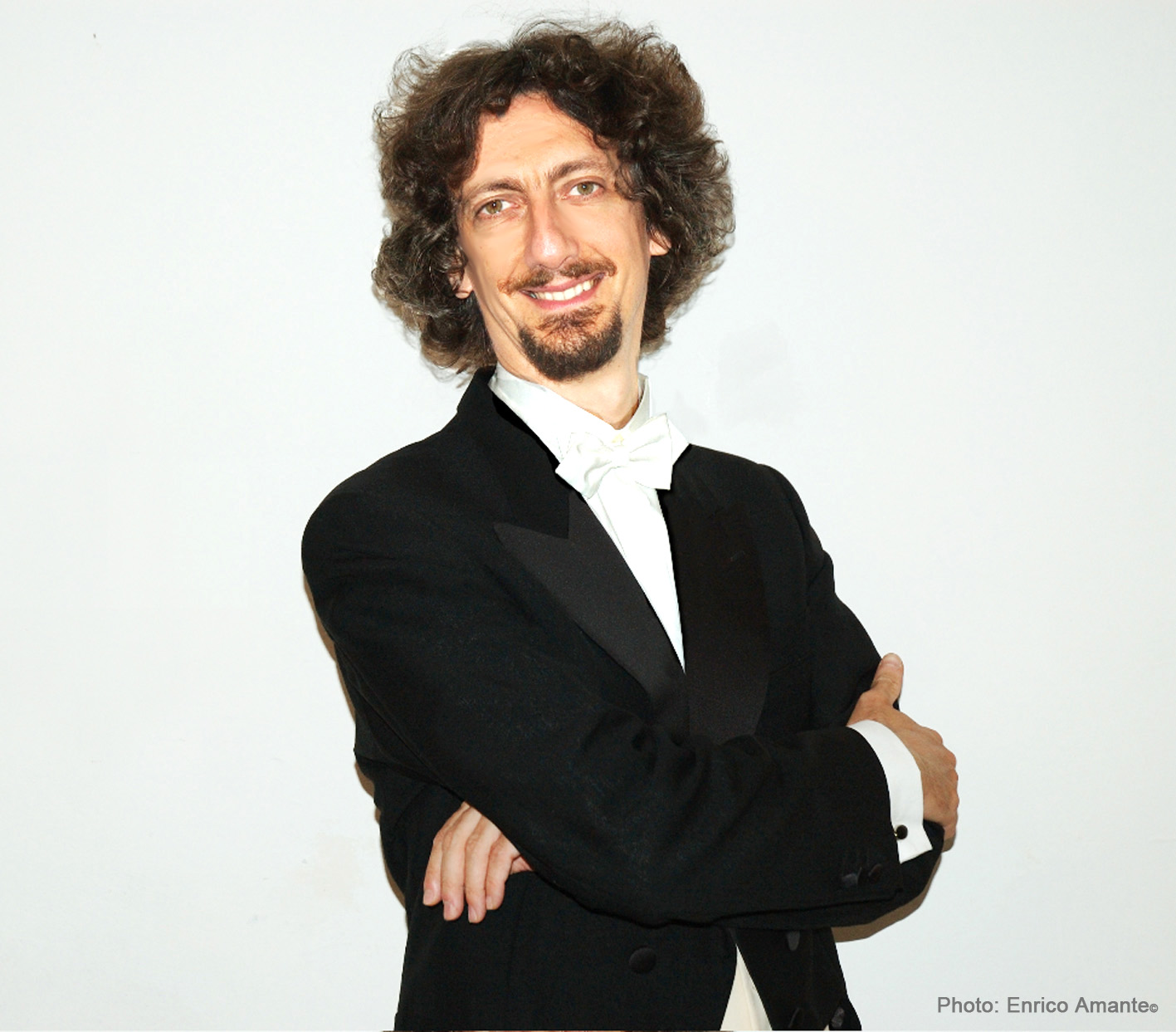
Federico Maria Sardelli, chef de l'orchestre baroque Modo Antiquo.

Avec l'enregistrement pour Tactus des Concerti per molti Istromenti d'Antonio Vivaldi en 1998, l'ensemble Modo Antiquo est nommé aux Grammy Awards dans la catégorie Meilleur petit ensemble. Deux ans plus tard, Modo Antiquo reçoit une deuxième nomination pour un Grammy pour son enregistrement Tactus, des Concerti grossi op. 6 d'Arcangelo Corelli, reconstituées pour la première fois avec des instruments à vent, selon les recherches de Hans Joachim Marx et Franco Piperno. À partir de ce moment, l'ensemble Modo Antiquo acquiert sa réputation internationale de référence dans la musique baroque et en particulier pour la renaissance du théâtre de Vivaldi : de 2000 à 2007, chaque année, il met en scène un nouvel opéra de Vivaldi au Festival d'opéra de Barga, suivi d'une gravure au disque, grâce à l'appui de la Westdeutscher Rundfunk.
Le 12 juin 2005, Modo Antiquo produit la première mondiale de l'opéra de Vivaldi, Montezuma, dès la redécouverte par Steffen Voss ; suivit d'autres exécutions à Barga et Düsseldorf. Les revendications de la Singakademie de Berlin, le propriétaire du manuscrit, pour empêcher l'exécution, s'oppose à deux arrêts de l'Oberlandesgericht de Düsseldorf, qui démontre définitivement que l'œuvre de Vivaldi peut être exécutée librement. Depuis 2005, l'ensemble Modo Antiquo est sous contrat d'exclusivité avec la maison de disques Naïve Records pour l'enregistrement de la musique de Vivaldi : avec notamment des solistes tels que Sandrine Piau, Ann Hallenberg, Paul Agnew, Nathalie Stutzmann, Anton Steck, ayant participé aux disques Vivaldi (Airs d'opéra du fonds Foà 28, Atenaide, les Concerti di sfida, etc.). En 2009, Modo Antiquo, enregistre pour Deutsche Grammophon, une sélection d'airs d'opéra de Haendel avec Ildebrando D'Arcangelo.

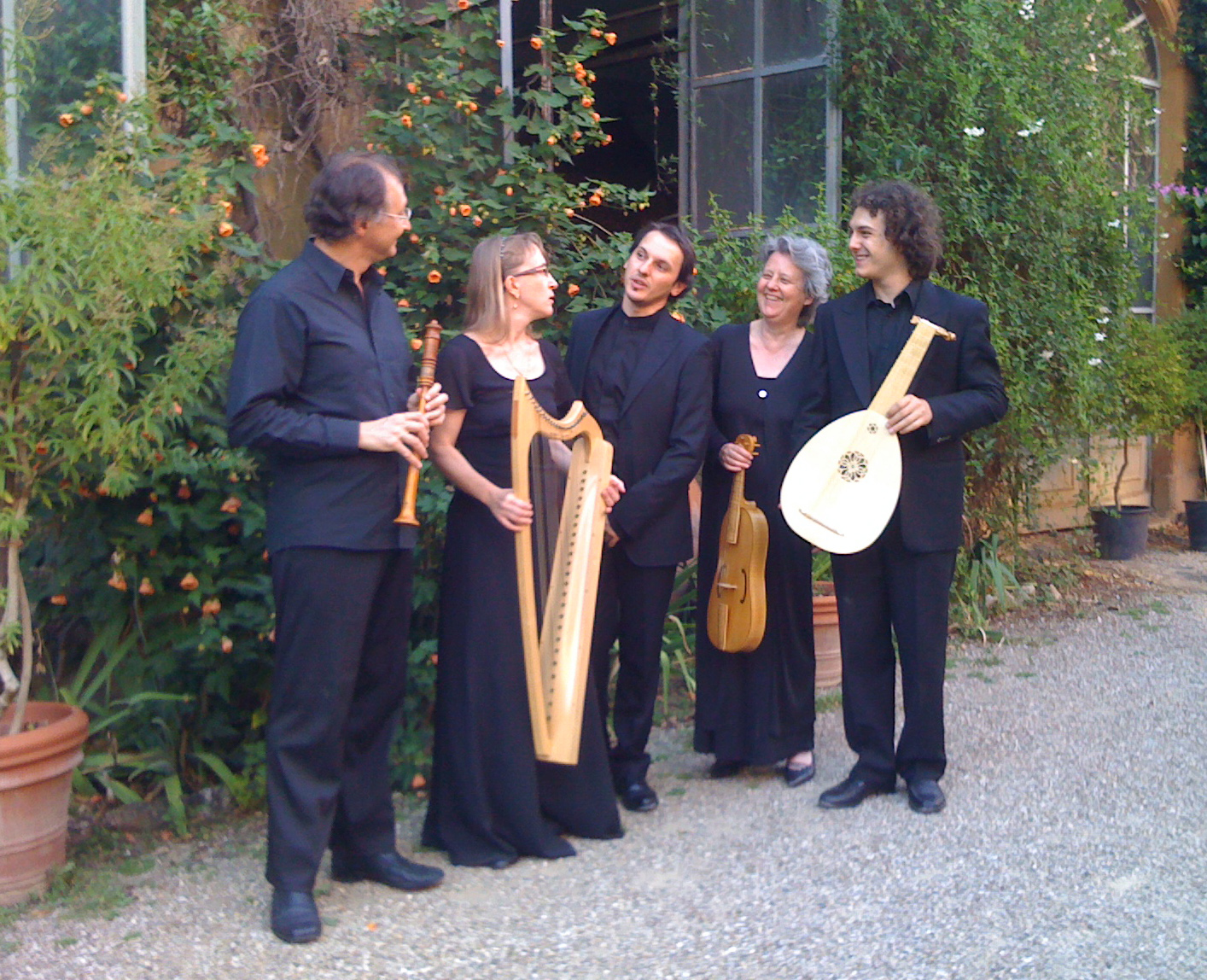
L'Ensemble médiéval Modo Antiquo.

Dans le segment de musique médiévale, Modo Antiquo, dirigé par Bettina Hoffmann, consacre une importante activité de concerts, d'enregistrement et de recherche autour de la musique profane de la culture européenne. En 1995-1996, elle enregistre pour Opus 111, des danses instrumentales médiévales, tant françaises qu'italiennes ; en 1999, un double disque consacré aux Carmina Burana. En 2000, l'ensemble grave un historique de la chanson des croisades. Modo Antiquo a redécouvert la mélodie originale de Confessio Goliae, célèbre poème d'Archipoeta, un auteur goliardia du XIIe, présenté au public dans sa première mondiale contemporaine, au festival van Vlaanderen en 2010.

## Discographie (sélection)

### Orchestre baroque
La discographie de Modo Antiquo compte plus de 35 titres, parmi lesquels de nombreuses créations mondiales.
- Antonio Vivaldi, Orlando Furioso 1714, création mondiale. Naïve, 2012
- Antonio Vivaldi, New Discoveries II, Naïve, 2011
- Georg Friedrich Haendel, Arie italiane per basso, Deutsche Grammophon, 2009
- Antonio Vivaldi, New Discoveries, World Première Recording, Naïve, 2009
- Girolamo Frescobaldi, Madrigali, Brilliant Classics 2009, Frescobaldi Edition, vol. 6
- Girolamo Frescobaldi, Arie musicali, Brilliant Classics 2009, Frescobaldi Edition, vol. 7
- Gerolamo Venier, Gena Lachrimis, Potsdam, 2008
- Antonio Vivaldi L'Atenaide, 3 CD Naïve, 2007 — première mondiale et enregistrement complet
- Antonio Vivaldi, I Concerti di Sfida, Anton Steck, violino, première mondiale, Naïve, 2007
- Claudio Monteverdi, Combattimento di Tancredi e Clorinda, Lamento d'Arianna, Anna Caterina Antonacci, mezzosoprano, Naïve, 2006
- Antonio Vivaldi, Opera Aria, Sandrine Piau, soprano, Ann Hallenberg, alto, Paul Agnew, ténor, première mondiale et enregistrement complet, Naïve, 2005
- Alessandro Scarlatti, Inferno, Cantate drammatiche, Elisabeth Scholl, soprano, CPO, 2006
- Antonio Vivaldi, Tito Manlio, 3 CD Amadeus, 2004/CPO, 2005
- Antonio Vivaldi, Orlando furioso (3 CD), Amadeus Speciale, 2003/CPO, 2007
- Antonio Vivaldi, Arsilda, regina di Ponto, 3 CD WDR 2001/CPO 2004
- Francesco Colombini, Concerti ecclesiastici; Motetti concertati. Tactus TC 585301
- Arcangelo Corelli, Concerti Grossi op. VI, Amadeus mars 1998 / 2 CD Tactus, 1999 — première mondiale de la version avec instruments à vent ; Grammy Awards 2000
- Antonio Vivaldi, Juditha Triumphans (2 CD), Amadeus/WDR, 2000, Tactus, 2002
- Antonio Vivaldi, Concerti per molti Istromenti, Tactus, 1996 — Grammy Awards 1997
- Antonio Vivaldi, Le Sinfonie dai Drammi per Musica, Frame 2002 / Brilliant Classics, 2010 — première mondiale et enregistrement complet
- Antonio Vivaldi, I 12 Concerti di Parigi, World Première Recording, Amadeus, Tactus, 1999
- Antonio Vivaldi, Le Cantate per soprano, 4 CD Tactus 1998/1999 — première mondiale
- Pietro Antonio Locatelli, Sonate à tre op. V, Tactus, 1996
- Antonio Vivaldi, I Concerti per flauto traversiere vol. I, Tactus, 1994
- Antonio Vivaldi, I Concerti per flauto traversiere vol. II, Tactus, 1995
- Alessandro Scarlatti, I Concerti per flauto, Tactus, 1993 — première mondiale

### Ensemble médiéval
- Secular Songs & Dances from the Middle Ages. 6 CD Brilliant Classics 2006
- La musica dei Crociati. 2 CD Amadeus 2000.
- Carmina Burana. 2 CD Amadeus 1999 / Brilliant Classics, 2007.
- Dança Amorosa. Danze italiane del medioevo. Opus 111, 1995.
- Ghirardello da Firenze : Magridali, Cacce, Ballate dal Codice Squarcialupi. Nuova Era, 1992.